# Diego Ortiz de Parrilla
Diego Ortiz de Parrilla (Villa de Lúcar, Almería, España 1718-Madrid, España, noviembre 1775) fue un gobernador y capitán español, explorador, cartógrafo y  de las Provincias de Pensacola, Coahuila, Sonora y Sinaloa. Operó contra los apaches y comanches. Obtuvo el mando del Presidio de San Sabá, Texas, pasó con igual carácter al de Santa Rosa, y sirvió como teniente coronel en el Regimiento de Dragones de Veracruz.

## Primeros Años
Nació en una familia de tradición militar. Ingresó muy joven al ejército en Almanza en 1734, donde sirvió como alférez. Sirvió en Barcelona, Manresa y Alicante. Ascendió a Teniente en 1745. Viajó a Cuba con la licencia otorgada ese año pero el 19 de junio. En 1747 viajó a Nueva España, llegó al puerto de Veracruz, se le asignó como capitán del regimiento de Dragones de Veracruz, ascenso y grado concedido por el marqués de la Ensenada. Después se trasladó a Puebla donde se le comisionó a resolver en diversas revueltas locales.
Recibió el gobierno de Sonora y Sinaloa el 23 de junio de 1749 por entrega del licenciado Rodríguez Gallardo, juntamente con un amplio informe sobre el estado de los negocios públicos. Dedicó inicial atención a la construcción del edificio que ocupó el presidio militar de San Miguel de Horcasitas. En febrero de 1750 llevó a cabo una expedición armada a la isla del Tiburón con el propósito de someter a los seris. No pudo someterlos, pero aprehendió algunas familias, las reunió en la misión de Nuestra Señora del Pópulo y poco después los envió rumbo al sur del país, embarcándolos en el estero de Algodones cerca de Guaymas, con destino a Colima en la bahía de Salagua. Allí se fugaron en dirección de los montes, algunos lograron regresar a su comarca resintiéndose en seguida graves consecuencias, pues aumentaron los excesos de parte de los individuos de la expresada tribu. Fue el primer funcionario que aplicó la inhumana pena de deportación. 
En 1751 solicitó el concurso de los rectores de las misiones a fin de que organizaran a los indios amigos y lo auxiliaran en una expedición armada que llevó contra la tribu Apache; ascendió a coronel durante su gobierno. Ese año ocurrió la Rebelión Pima acaudillados por su líder Luis Oacpicagigua o Luis del Sáric. Versiones posteriores de Luis, fueron por maltratos de Ignacio Xavier Keller en su visita a la misión de Santa María Suamca, junto con sus hijos y su lugarteniente Luis Batiutuc, versión confirmada por Pedro de la Cruz. La rebelión abarcó desde el Sáric, Caborca donde sacrificó al sacerdotes Tomás Tello, y en Xonoydag, a Enrique Ruhen. En 1752 comisionó al ingeniero Manuel Correa para que levantara plano de las provincias de su mando.  
Activo y valiente como militar, pero carente de dotes administrativos, por lo que no supo encauzar el Gobierno de la provincia, y la tuvo que entregar el 3 de enero de 1753, regresando a Veracruz. Tuvo dificultades para la glosa de las cuentas correspondientes a su período administrativo y no fue hasta 1756 cuando logró el finiquito de parte de la Contaduría Mayor de México. Este año se le nombró capitán en el presidio de Saba, Texas, aunque llegó hasta el 17 de abril de 1757. Varias misiones a su cargo fueron destruidas en 1758, y el presido atacado en 1759.  
Tomó el mando del presidio de Santa Rosa, Coahuila, durante el gobierno de don Jacinto de Barrios y Jáuregui; en 1758 informó al virrey marqués de las Amarillas Agustín de Ahumada y Villalón que en un encuentro tenido con una partida de apaches les había recogido varias armas de fuego; poco después, atacó el fuerte de los indios tovayases y los derrotó con el auxilio de los lipanes. 
Fue nombrado Gobernador de la Provincia de Pensacola de 1761 a 1764 donde enfrentó ataques indígenas apoyados por ingleses con pobres resultados. El presidio fue abandonado en 1772. Luego pasó al gobierno de Coahuila, desempeñó este del 8 de junio de 1764 al 9 de diciembre de 1765 y volvió al de Pensacola en donde permanecía todavía en 1767.
En 1767 el virrey le propuso el cargo de inspector militar de la provincia de Sonora, con el que cumplió hasta 1769, para posteriormente viajar a Madrid. En 1774 fue ascendido a brigadier y asignado a la plaza de Valencia.